# Lošáček černý

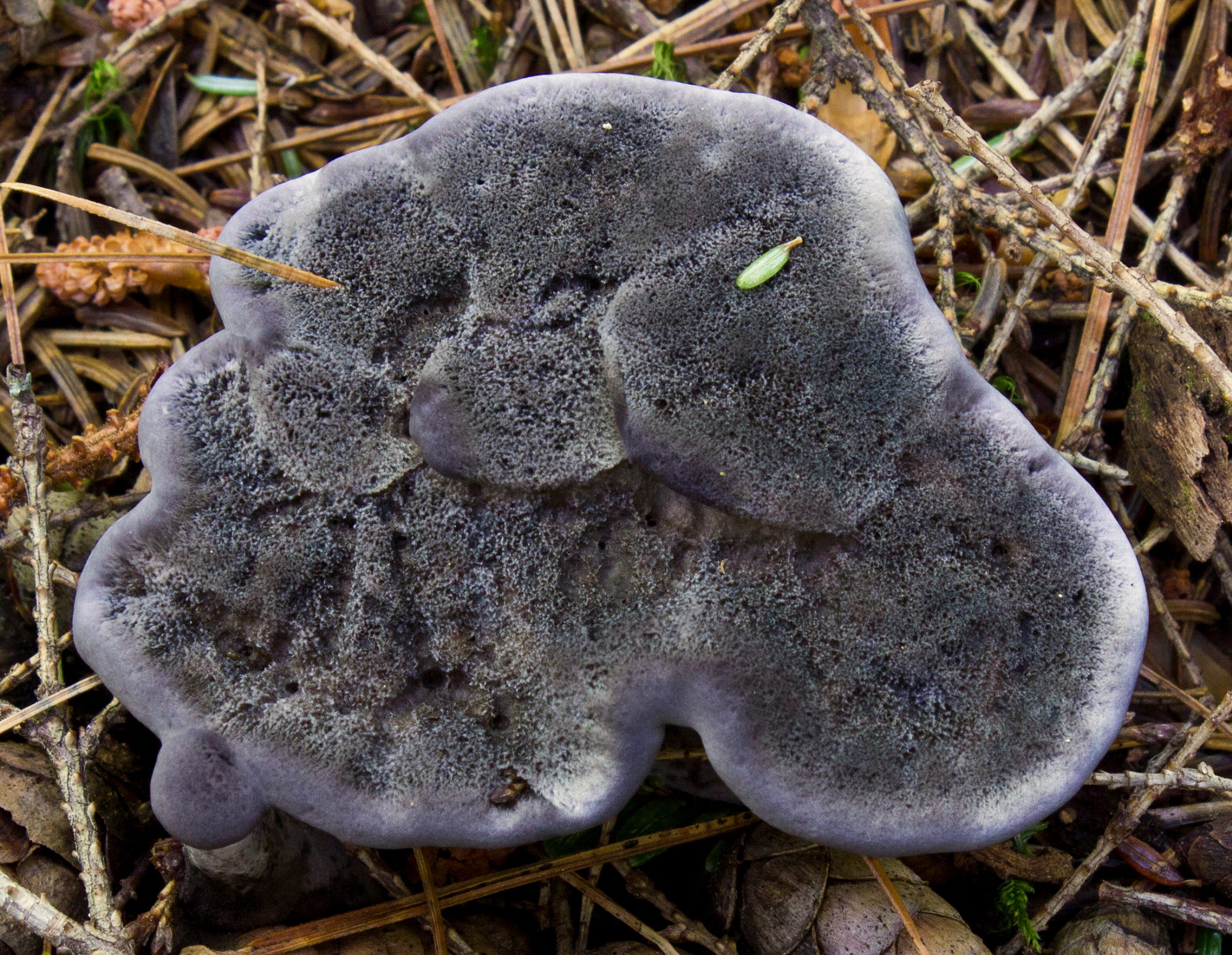
Lošáček černý (Phellodon niger)

Lošáček černý (Phellodon niger (Fr.) P. Karst. 1881) je stopkovýtrusá houba z čeledi bělozubovitých (Bankeraceae) s ostnitým hymenoforem.

## Popis

### Makroskopický
Plodnice je spíše nízká, rozložitá, často srůstající s okolními plodnicemi v pásy a trsy. Klobouk je zpravidla nepravidelně okrouhlý, plochý či mírně vypouklý, někdy i vmáčklý až nálevkovitý, na povrchu jemně sametový, barvy tmavě šedomodré až šedočerné. Hymenofor pokrytý výtrusorodým rouškem pokrývá spodní stranu klobouku a je tvořen poměrně hustými, několik milimetrů dlouhými ostny světle šedobílé až popelavě šedé barvy. Třeň je krátký až velmi krátký, šedočerný až černý. Dužnina je černá, velmi tuhá, po zaschnutí vonící po koření Maggi.

### Mikroskopický
Výtrusy jsou 2,5–3,5 × 3,5–4,5 μm velké, téměř kulovité, na povrchu ostnité. Výtrusný prach je bílý.

## Výskyt
Roste nepříliš hojně v jehličnatých i listnatých lesích, zejména pod smrky a borovicemi, a to koncem léta a na podzim. Jde o druh mykorrhizní. Do Červeného seznamu hub České republiky je tento druh zařazen v kategorii téměř ohrožený druh (NT).

## Použití
Jde o nejedlou houbu.

## Podobné druhy
- Lošáček tmavý (Phellodon connatus) je drobnější, spíše hnědočerný, jeho dužnina je hnědá.

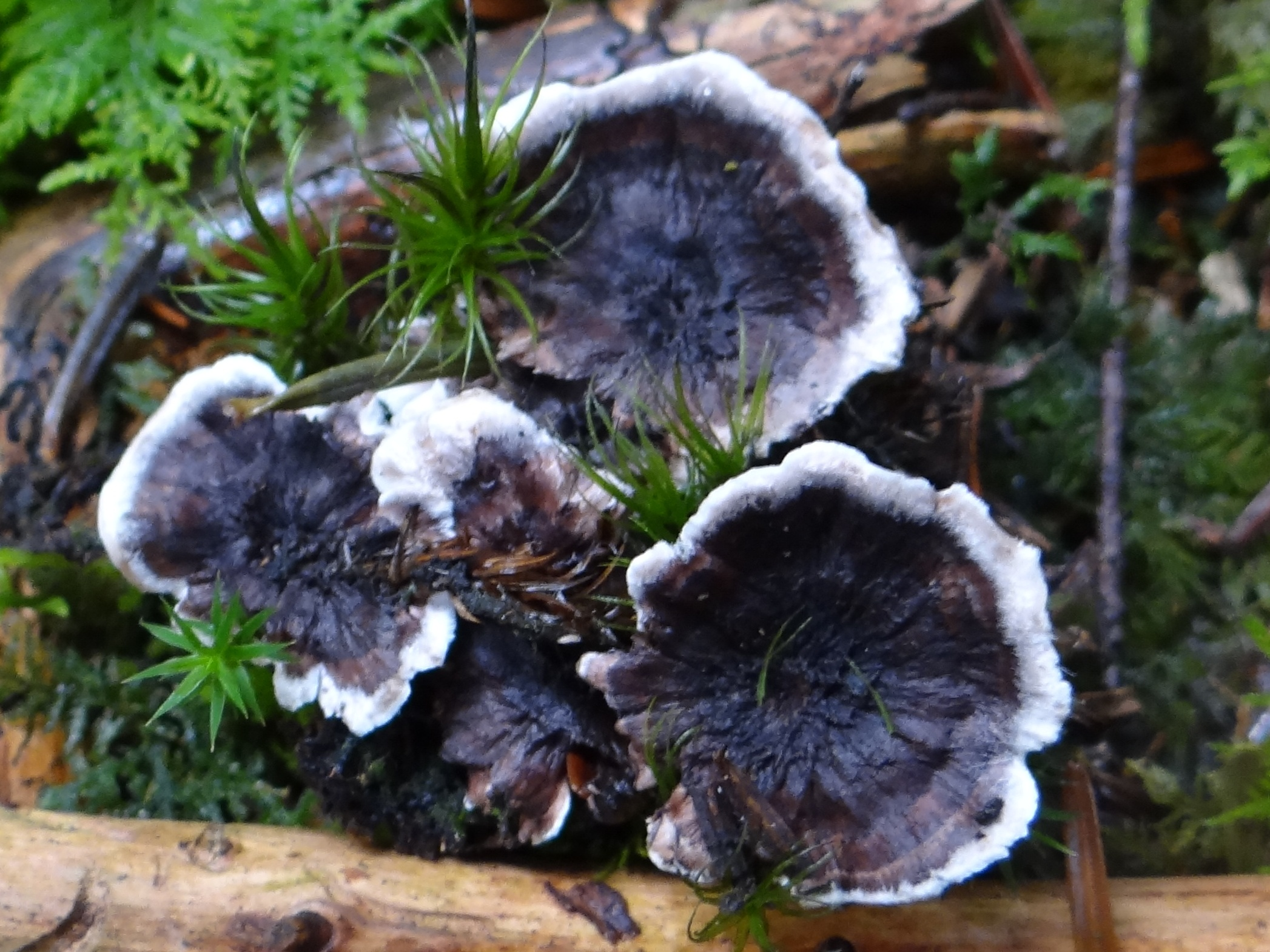
Lošáček tmavý (Phellodon connatus)